# انتخابات الفلبين

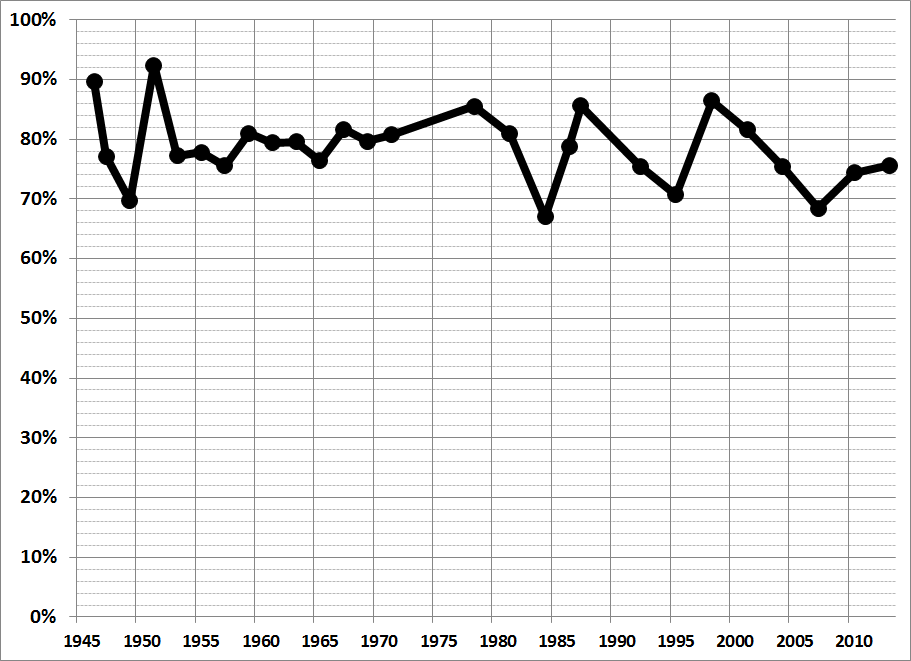

الانتخابات في الفلبين على أنواعٍ عدة. يُنتخب الرئيس، ونائب الرئيس، وأعضاء مجلس الشيوخ كل ست سنوات، بينما يُنتخب أعضاء مجلس النواب، والحكام، ونواب الحكام، وأعضاء سانغونيانغ بالالاويغان (أعضاء مجلس المقاطعة)، والعُمد، ونواب العُمد، وأعضاء سانغونيانغ بانلوغسول/أعضاء سانغونيانغ بايان (أعضاء مجلس المدينة/البلدية)، ومسؤولو البرنجيه، وأعضاء سانغونيانغ كاباتان (أعضاء مجلس الشباب) كل ثلاث سنوات.
يتكون الكونغرس من مجلسين. أصبح مجلس النواب يضم 304 مقاعد اعتبارًا من عام 2019، يتم التنافس على 80% منها في دوائر انتخابية ذات مقعدٍ واحد ويُخصص 20% منها للقوائم الحزبية وفقًا لحصة غير مُعدلة مع تجاهل البقية وتحديد السقف بثلاثة مقاعد. لا يحق الترشيح لمقاعد هذه القوائم الحزبية إلا من قبل المجموعات والأحزاب المهمشة والتي تعاني من نقصٍ في التمثيل، والأحزاب المحلية، والأجنحة القطاعية التابعة للأحزاب الرئيسية التي تمثل المهمشين. يسمح دستور الفلبين لمجلس النواب بضم أكثر من 250 عضوًا بموجب القانون دون الحاجة إلى إجراء تعديلٍ دستوري. يتكون مجلس الشيوخ من 24 عضوًا يُنتخبون على نطاقِ البلد كله: فهم لا يمثلون أي بقعةٍ جغرافية. يتجدد نصف أعضاء مجلس الشيوخ كل ثلاث سنوات.
تتمتع الفلبين بنظام متعدد الأحزاب، ذا عدد كبير من الأحزاب وعادةً لا يحظى حزب واحد بفرصة الحصول على السلطة بمفرده، وعلى الأحزاب العمل سويًا من أجل تشكيل حكومةٍ ائتلافية. تتولى اللجنة المعنية بالانتخابات (كوميليك) مسؤولية إجراء الانتخابات.
بموجب الدستور، أصبحت انتخابات أعضاء الكونغرس والمناصب المحلية (باستثناء مسؤولو البرنجيه) تنعقد كل يوم اثنين من كل ثالث سنة بعد شهر مايو عام 1992، فيما تجري انتخابات الرئيس ونائب الرئيس في ثاني يوم اثنين من مايو كل ثالث سنة بعد مايو عام 1992. تبدأ (وتنتهي) فترة ولاية جميع المسؤولين المُنتخبين، باستثناء من هم على مستوى البرنجيه، في 30 يونيو من عام الانتخابات.

## التصويت

### الأهلية
يُعد التصويت حقًا من حقوق كل مواطنٍ يبلغ من العمر 18 عامًا أو أكثر في يوم الانتخابات ممن يقيم في الفلبين لمدةٍ لا تقل عن السنة أو ولمدة ستة أشهر في المكان حيث تم تسجيله أو تسجيلها، وممن بخلاف ذلك لم يُستبعد بموجب القانون. ومن أجل أن يتمكن المواطن من التصويت، عليه التسجيل أولًا. تسمح لجنة كوميليك بالتسجيل قبل الانتخابات بعدة أشهر. ولا يظهر في قائمة الناخبين من لم يسجل ولا يحق له التصويت على الرغم من أهليته بخلاف ذلك.
يحق للأشخاص الذين تتراوح أعمارهم بين 18 و24 التصويت في انتخابات مجلس الشباب. أما بالنسبة لنظائرهم من البالغين، فتتيح لجنة كوميليك التسجيل لأشهرٍ معدودةٍ فقط قبل الانتخابات.

### الناخبون الغائبون
الناخبون الغائبون على نوعين: الناخبون الغائبون المحليون والناخبون الغائبون في الخارج. يشتمل الناخبون المحليون على الأشخاص الذين يزاولون أعمالهم في يوم الانتخابات. من بينهم الجنود، ورجال الشرطة، والموظفون الحكوميون وما إلى ذلك. ويُعد الفلبينيون المقيمون خارج الفلبين ناخبون غائبون في الخارج. ولا يحق لهم التصويت إلا على المناصب الوطنية (منصب الرئيس، ونائب الرئيس، وأعضاء مجلس الشيوخ وممثلو القوائم الحزبية). يمكنهم التصويت بالذهاب إلى القنصليات والسفارات الفلبينية، ويبدأ التصويت قبل الانتخابات بأربع أشهر. قد يمتد التصويت إلى ستة أشهر في حالاتٍ تكاد تكون نادرة.

### عملية الانتخاب
بمجرد أن يجد الناخب اسمه/اسمها في قائمة الناخبين ويحدد الدائرة الانتخابية الصحيحة، يمكنه الوقوف في الطابور الخاص بتوزيع بطاقات الاقتراع.
قبل انتخابات عام 2010، كان على الناخبين كتابه أسماء المرشحين إلى جانب المناصب التي يتنافسون عليها. وكان الناخبون يتمتعون بحرية استخدام الأسماء المستعارة المعتمدة من قبل لجنة كوميليك عند كتابة الأسماء. بعد أن تنتهي فترة الاقتراع، كان مجلس المشرفون على الانتخابات (أو المدرسون العاملون في الدائرة الانتخابية) يعد الأصوات عدًا يدويًا. وبمجرد الانتهاء من عد جميع الأصوات، كانت نتائج الانتخابات تُرسل إلى مجلس البلدية أو المدينة الخاص بجامعي الأصوات (الأشخاص الذين يحاولون إقناع الناس بالتصويت لمرشحيهم)، والأحزاب السياسية ومجموعاتٍ أخرى.
يجري مجلس البلدية أو المدينة الخاص بجامعي الأصوات مسحًا للأصوات في كافة مراكز الاقتراع ضمن المنطقة التابعة له ويجهز وثيقتين: بيات الأصوات (إس أو في) تدرج فيه جميع الأصوات من كافة المرشحين في كل المناصب بكل دائرة انتخابية؛ وشهادة تدقيق (سي أو سي)، وثيقة تظهر إجمالي أصوات المرشحين في المنطقة التابعة للمجلس الخاص بجامعي الأصوات.
إذا كانت المنطقة التابعة لمجلس البلدية أو المدينة الخاص بجامعي الأصوات هي مدينة مستقلة ذات دائرة مؤتمرية خاصة بها، يرسل المجلس بيان إس أو في وشهادة إس أو إس إلى المجلس الوطني الخاص بجامعي الأصوات (تعنى لجنة كوميليك بانتخابات القوائم الحزبية ومجلس الشيوخ، ويعنى الكونغرس بانتخابات الرئيس ونائب الرئيس). إذا كان الأمر بخلاف ذلك، فسيرسل المجلس بيان إس أو في وشهادة سي أو سي إلى مجلس المقاطعة حيث تُجمع الأصوات على حسب سي أو سي البلدية أو المدينة. يرسل مجلس المقاطعة الخاص بجامعي الأصوات بيان إس أو في وشهادة سي أو سي إلى مجلس المقاطعة الخاص بجامعي الأصوات حالما يتم جمع الأصوات. من ثم يدقق المجلس الوطني الخاص بجامعي الأصوات كافة شهادات سي أو سي ويعلن عن الفائزين بالمناصب الوطنية.

## أتمتة الانتخابات أو إجراء الانتخابات آليًا
منذ انتخابات عام 2010، أصبح لزامًا على الناخبين أن يظللوا الشكل البيضوي المُشار إليه قبل اسم المرشح، وتقوم آلة تصويت مُصنعة من قبل شركة سمارتماتك باحتساب كل بطاقة اقتراع تلقائيًا عند إدخالها فيها. ومن ثم تُطبع المعطيات بوصفها نتائج الانتخابات وتُرسل إلكترونيًا إلى مجلس البلدية أو المدينة الخاص بجامعي الأصوات.
في عام 2016، وللمرة الثالثة على التوالي، أجريت الانتخابات في الفلبين باستخدام آلات حساب الأصوات الإلكترونية. وكان استخدام 92,500 من هذه الآلات هو الأكبر في العالم. تتبع البرازيل والهند، دولتان تستخدمان التكنولوجيا أيضًأ لحساب الأصوات، التصويت الإلكتروني بدلًا من العد باستخدام الآلات.
أما في انتخابات عام 2019، قدمت لجنة كوميليك شفرة المصدر الخاصة بها حتى تخضع للمراجعة من قبل الشركة الأمريكية المعتمدة المختصة باختبار البرمجيات برو في أند في (Pro V&V) في محاولة تهدف إلى جعل الانتخابات الآلية شفافة.
تقف الفلبين اليوم مع البرازيل، وإستونيا، وبلجيكان وفينزويلا في طليعة مستخدمي التكنولوجيا في الانتخابات.
ابتداءً من عام 1992، أصبحت الانتخابات المحلية تُعقد في ثاني يوم اثنين من شهر مايو كل ثالث سنة. تنعقد انتخابات الرئيس ونائب الرئيس كل ست سنوات. يُطلق على أيام الانتخابات التي لا يُنتخب فيها الرئيس ونائب الرئيس ومسؤولو البرنجيه اسم «الانتخابات النصفية»؛ فيما تُسمى الانتخابات التي يُنتخب فيها الرئيس ونائب الرئيس «الانتخابات الرئاسية». يُنتخب المسؤولون على مستوى البرنجيه، على الرغم من انتخابهم في نفس السنة التي يُنتخب فيها مسؤولون آخرون، على نحوٍ منفصل في الأشهر التالية.
منذ عام 1949 حتى عام 1971، كانت أيام الانتخابات تُعقد كل ثاني ثلاثاء من شهر نوفمبر في كل سنة ذات أرقام فردية فيما كانت انتخابات الرئيس ونائب الرئيس تنعقد كل سنة رابعة ابتداءً من عام 1951.